# Phare de Vermilion

Le phare de Vermilion (en anglais : Vermilion Light), est un phare situé à Vermilion sur la rive du lac Érié dans le comté d'Erie, Ohio. Il se trouve sur le terrain du Inland Seas Maritime Museum près de l'embouchure de la Vermilion River (en).

## Historique
Le phare actuel est une réplique du précédent phare Vermilion qui avait été supprimé en 1929. À la suite d'une campagne de financement pluriannuelle dirigée par l'historien local Theodore Wakefield, la réplique a été construite par le National Museum of the Great Lakes en utilisant 55.000 $ en contributions publiques. Conçu par l'architecte Robert Lee Tracht de Huron, l'inauguration du phare a eu lieu le 24 juillet 1991. Le phare est éclairé par une ampoule à incandescence de 200 watts avec une lentille de Fresnel du cinquième ordre. La couleur de la lumière prescrite par la Garde côtière des États-Unis est rouge continu.

## Description
Le phare actuel est une tour octogonale métallique en fonte de 5 m de haut,avec galerie et lanterne. La tour est peinte en blanc avec une bande rouge à sa bale et la lanterne est noire. Il émet, à une hauteur focale de 11 m, une  lumière rouge continue.
Identifiant : ARLHS : USA-393 ; USCG : 7-4475 .

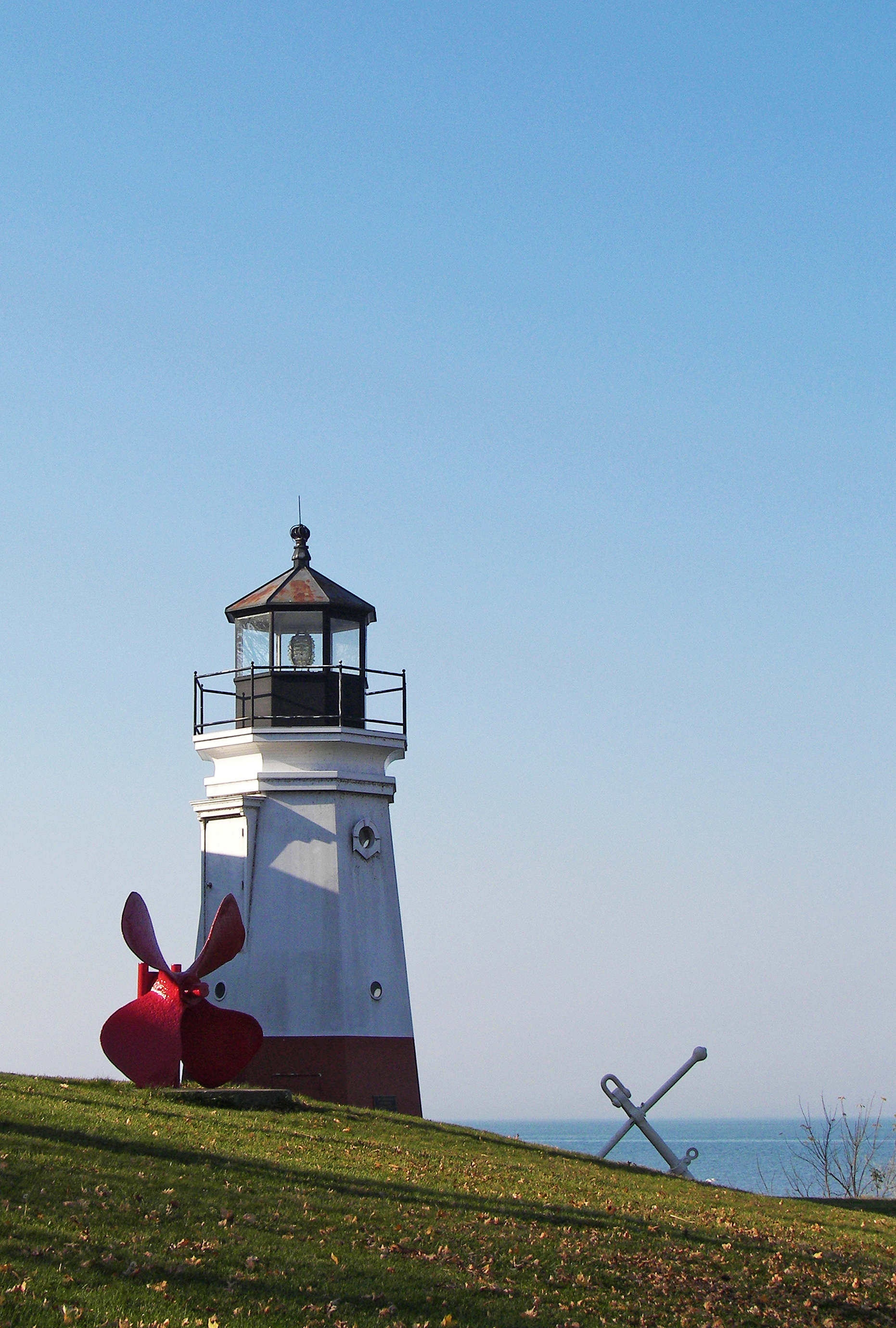
Le phare
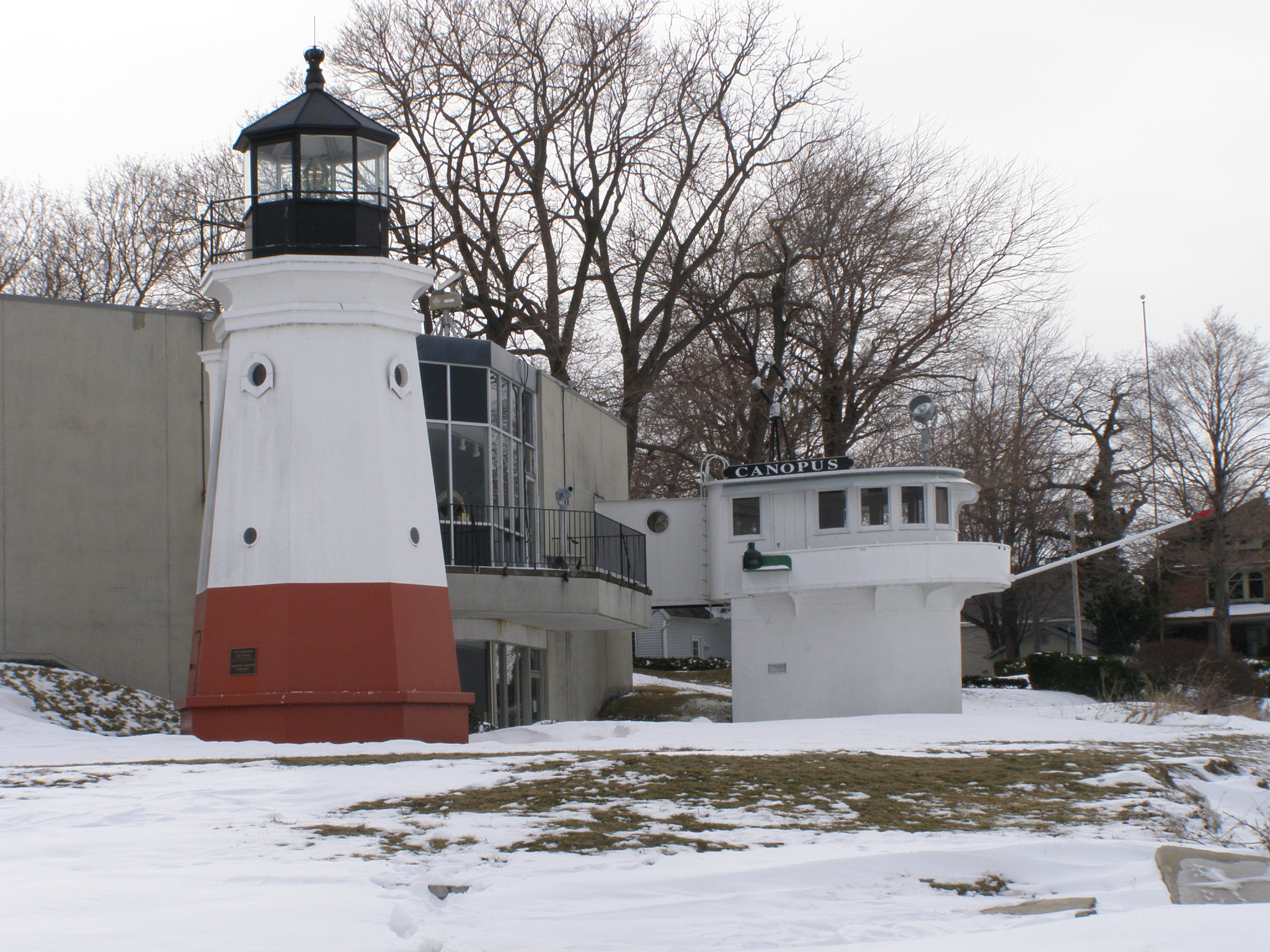
Le phare et le musée

### Lien connexe
- Liste des phares de l'Ohio